# Блінов Петро Олександрович
Блінов Петро Олександрович (удм. Блинов Пётр Александрович; 17 (30) грудня 1913, Пекшур, Вятська губернія, Російська імперія — 7 січня 1942, Павлищево Смоленської області РРФСР) — удмуртський письменник, журналіст.

## Біографія
Блінов Петро Олександрович народився 17 (30) грудня 1913 року у присілку Пекшур, Вятська губернія, Російська імперія (тепер — Увинський район Удмуртської Республіки Російської Федерації). Ріс із вітчимом у присілку Сюрзі Селтинського району. 1931 року закінчив Новомултанський педагогічний технікум, де брав участь у роботі самодіяльного театру. Учився у Літературному інституті імені Горького заочно.
Працював літературним співробітником у газеті політвідділу Селтинської машинно-тракторної станції, у редакціях удмуртських газет «Удмурт коммуна» (спецкор у 1934—1935, 1939—1940 роках) та «Егит большевик» («Молодий більшовик») (редактор, 1940—1941 роки).
З 1936 по 1938 роки служив у конвойних частинах НКВС. 1939 року вступив до КПРС, став членом Спілки письменників СРСР. Добровольцем пішов у Червону армію, в Красноуфимську закінчив курси політруків, брав участь у боях за Калугу.
Петро Блінов загинув від бомбардування 7 січня 1942 року під присілком Павлищево Смоленської області РРФСР (тепер — Калузька область).

## Творчість
Під час навчання у Новомултанському педагогічному технікумі почав писати. 1932 року у журналі «Молот» вийшов його твір «Повість про сироту» (удм. Сирота сярысь бадз:ым верос). У піонерській газеті «Дась лу!» («Будь готовий!») була опублікована його п'єса «Я з більшовиками» (удм. Мон большевикъёсын).
1940 вийшла перша частина його роману «Жити хочеться» (удм. Улэм потэ), який описує життя безпритульного. Роман було перекладено російською. Друга частина вважається втраченою.
Переклав соціальну драму «Рідня» (рос. Родня) Івана Персонова для Удмуртського театру. Також переклав розділи із роману «Тихий Дон» Михайла Шолохова.

## Ушанування пам'яті
У селищі Ува письменнику поставили бюст (автор — Л. Мордвін) біля школи № 4. Також іменем Петра Блінова названо бібліотеку в Іжевську.
1949 року драматург Л. Перевощіков створив п'єсу «Жити хочеться» за романом письменника, її ставив Удмуртський театр. Поет Афанасій Лужанін написав вірш «Політрук Блінов». В 1956 році М. Лямін опулікував присвячений йому нарис «Гаряче серце» (удм. 3:ырдыт сюлэм). Драматург та письменник Гнат Гаврилов написав вірш «Я пройшов смоленською землею» (удм. Мон смоленской музъем вылтй орти).